# Monarch Icefield
Das Monarch Icefield ist das nördlichste einer Serie großer kontinentaler Eisfelder in den Höhenlagen der Pacific Ranges in den Coast Mountains im Südwesten der kanadischen Provinz British Columbia, im Central Coast Regional District. Es liegt südöstlich der Kleinstadt Bella Coola und westlich der Quellen des Atnarko River, eines Nebenflusses des Bella Coola River, außerdem nördlich des Ha-Iltzuk Icefield, des größten Eisfeldes der Gruppe und Standort der Silverthrone Caldera. Höchster Punkt des Eisfeldes ist der namensgebende Monarch Mountain, mit 3555 m. Das Monarch Icefield ist sehr entlegen und wird nur selten von Bergsteigerseilschaften aufgesucht.